# Lotus Cars
Lotus Cars je britansko preduzeće koja se bavi izradom sportskih i trkačkih automobila.

## Istorija
Lotus je 1952. osnovao Kolin Čapman. Dvije godine kasnije, odvojio se Team Lotus koji se takmičio u Formuli 1 od 1958. do 1994. Preduzeće se 1959. preselilo u potpuno novu lokaciju u gradu Česantu i u njenoj neposrednoj blizini 1966. izgrađena je test-staza za testiranje novih automobila koja je i danas u funkciji. Pod sumnjivim okolnostima je 1982. umro osnivač Kolin Čapman. Po nekim teorijama za njegovu smrt je odgovorna britanska tajna služba. Stvari su za Lotus krenule nizbrdo, te ga 1986. kupuje američki Dženeral motors, koji ga 1993. godine za 30 miliona funti prodaje bogatom italijanskom investitoru koji je u to vrijeme bio i vlasnik Bugatija. Preduzeće je zatim 1996. prodato malezijskom Protonu koji je i danas većinski vlasnik Lotusa. Lotus je danas organizovan kao Gropa Lotus koja je podijeljena na Lotus Cars i Lotus Engineering.
Od kraja 2010. godine zasad samo kao investitori u timu Renault sa 25% udjela vračaju se u Formulu 1, a puno ime tima je Lotus Renault GP.

## Istorijski modeli
- Lotus Seven
- Lotus Europa
- Lotus Esprit
- Lotus Elan
- Lotus 340R

## Trenutni modeli
- Lotus Elise
- Lotus Exige
- Lotus Europa S
- Lotus 2-Eleven

## Planirani modeli
- Lotus Evora
- Lotus Esprit, nova generacija modela rađenog od 1976. do 2004.

## Literatura
- Gérard ('Jabby') Crombac, Colin Chapman: The Man and His Cars (Patrick Stephens, Wellingborough, 1986)
- Mike Lawrence, Colin Chapman: The Wayward Genius (Breedon Books, Derby, 2002)
- Ian H. Smith, The Story of Lotus: 1947–1960 Birth of a Legend (republished Motor Racing Publications, Chiswick, 1972)
- Doug Nye, The Story of Lotus: 1961–1971 Growth of a Legend (Motor Racing Publications, Chiswick, 1972)
- Robin Read, Colin Chapman's Lotus: The early years, the Elite and the origins of the Elan (Haynes, Sparkford, 1989)
- Anthony Pritchard, Lotus: All The Cars (Aston Publications, Bourne End, 1990)
- Doug Nye, Theme Lotus: 1956–1986 (Motor Racing Publications, Croydon, 1986)
- William Taylor The Lotus Book (Coterie Press, Luton, 1998, 1999, 2005)
- William Taylor The Lotus Book Collectibles (Coterie Press, Luton, 2000)
- Peter Ross, Lotus – The Early Years 1951–54 (Coterie Press, Luton, 2004)
- Rémy Solnon, Lotus Esprit – le grand tourisme à l'anglaise (Editions Les Presses Littéraires, 2007)
- Andrew Ferguson, Team Lotus: The Indianapolis Years (Haynes Publishing 1996) no longer available